# Филателистический журнал
Филателистический журнал — периодическое издание, знакомящее с новостями филателии, историей почты и филателии, теорией и практикой филателии, деятельностью филателистических организаций и т. д.

## История
Первые статьи о почтовых марках были опубликованы в газетах уже в 1840 году в Великобритании. Первым журналом о почтовых марках стал «Мансли Интеллидженсер» (англ. «Monthly Intelligencer») из Бирмингема (Англия), вскоре после появления которого начало выпускаться множество других журналов. По другим сведениям, первый филателистический журнал «Монтли адвертайзер» («Monthly Advertiser» — «Ежемесячный информатор»; впоследствии «The Stamp-Collector's Review and Monthly Advertiser» — «Стэмп коллекторз ревью энд монтли адвертайзер») был издан в Ливерпуле (Великобритания) 15 декабря 1862 года Эдуардом Мури. Он выходил до 1864 года. С 1863 года начали также издаваться журналы «Le Timbre-Poste» в Брюсселе (Бельгия) и «Magazin für Briefmarken-Sammler» («Иллюстрированный журнал для коллекционеров почтовых марок», издатели Цшише и Кёдер) в Лейпциге (Германия). В 1864 году вышел в свет первый филателистический журнал США. Первые журналы существовали недолго. Старейшим журналом, выходящим с 1888 года и существующим до сих пор, является швейцарский журнал «Швайцер Брифмаркен-Цайтунг» («Schweizer Briefmarken Zeitung» — «Швейцарская газета о почтовых марках»).
Издание филателистических журналов, наряду с каталогами почтовых марок всех стран мира, стимулировало систематическое коллекционирование.
В конце XIX века литература по филателии была довольно обширна: на 13 языках выходило до 800 журналов, посвящённых почтовым маркам; наиболее распространённый — «Illustriertes Briefmarken-Journal», издававшийся братьями Зенф и имевший 17 000 подписчиков.
Во второй половине XX века филателистические журналы издавались во многих странах мира, в том числе
- в социалистических:
  - «Филателен преглед» (НРБ),
  - «Filatéliai Szemie» (ВНР),
  - «Sammler Express» (ГДР),
  - «Filatelia Cubana» (Куба),
  - «Filatelista» (ПНР),
  - «Filatelie» (СРР),
  - «Filatelie» (ЧССР);
- в капиталистических —
  - «The London Philatelist» и «Philatelic Magazine» (Великобритания),
  - «The American Philatelist» и «Linn’s Weekly Stamp News» (США),
  - «Der Sammler-Dienst» и «Deutsche Zeitung für Briefmarkenkunde» (позднее «Deutsche Briefmarken-Zeitung[нем.]»; ФРГ),
  - «Austria-Philatelist» (Австрия),
  - «Schweizer Briefmarken Zeitung» (Швейцария),
  - «L'Écho de la timbrologie» и «La Philatélie française» (Франция),
  - «Il collezionista» (Италия),
  - «Dansk Filatelistisk Tidsskrift» (Дания) и др.[6]

Начиная с 1862 по 1988 год было известно более 350 филателистических журналов, из которых, по состоянию на 1988 год, выпускалось свыше 130. В социалистических странах (НРБ, ПНР, ЧССР) выпускались отдельно журналы для юных филателистов. В Великобритании, Франции, ФРГ и США издавались журналы, посвященные русской и советской филателии. Международная федерация филателии имеет официальный печатный орган — журнал «Флеш» («Flash»).
В 1927—1948 годах существовала Международная федерация филателистической прессы (ФИПП, от фр. Fédération internationale de la presse philatélique — FIPP) — организация журналистов, работающих в филателистических периодических изданиях. С 1962 года действует Международная ассоциация филателистических журналистов (АИЖП, от Association internationale des journalistes philatéliques — AIJP).

## Журналы России

### Издания до 1917 года

#### Журнал «Марки»
Филателистические журналы в Российской империи стали издаваться в конце XIX века. В марте 1896 года в Киеве вышел первый в России филателистический журнал «Марки», который издавался до 1902 года.

#### Другие журналы
В 1897—1898 годах в Санкт-Петербурге выходил ежемесячный журнал «Всемирная почта», который печатался в частной типографии А. Э. Винеке. Его редактором был И. И. Кревинг. Он издавался громадным для тогдашней филателистической периодики тиражом до 800 экземпляров и пользовался большой популярностью у филателистов. Журнал стал впоследствии органом Русского отделения Германского союза филателистов, которое фактически финансировало его издание в течение 1898 года, а затем из-за отсутствия средств журнал прекратил своё существование.
С сентября 1903 года в течение примерно семи лет в Санкт-Петербурге в типографии Ю. Штауфа печатался журнал «Марки и коллекционер».
С декабря 1913 года до конца 1917 года ежемесячно в Санкт-Петербурге (Петрограде) издавался иллюстрированный журнал «Филателия». Его издателем был марочный торговец Э. Эйхенталь. Последние номера этого журнала вышли в первой половине 1918 года.
Одновременно два раза в месяц в Киеве под редакцией А. Л. Бернштейна издавался журнал «Русский филателист». Издание его прекратилось в сентябре 1914 года «по причине наступивших военных событий и призыва на военную службу редактора-издателя».
С июля 1916 года практически раз в квартал в Москве выходил «Российский журнал коллекционеров и корреспондентов». Последний его сдвоенный номер (№ 8, 9) за апрель—июль 1918 года назывался органом только что возникшего Московского общества филателистов и коллекционеров.

### Советские журналы

#### Довоенные
В 1917—1918 годах в Архангельске издавался «Журнал коллекционеров и корреспондентов Крайнего Севера». Всего было выпущено 10 номеров этого журнала. Первый номер был машинописный, он вышел под редакцией А. Пономарёва. Последующие номера издавал В. В. Тарасов, редактором был С. Ф. Иевлев. В октябре 1921 года В. В. Тарасов и С. Ф. Иевлев возобновили издание журнала, но под другим названием — «Северная корреспонденция». Это был ежемесячный журнал для коллекционеров почтовых марок и карточек, а также всех, интересующихся перепиской и обменом. Журнал издавался до января 1923 года, всего было выпущено 13 номеров в виде девяти выпусков — двух сдвоенных, одного строенного и остальных одиночных. В основном номера заполнялись списками корреспондентов и подписчиков, новостями о выпуске марок, рецензиями, объявлениями и тому подобным. Часть статей и объявлений печаталась на английском языке и эсперанто. Журнал печатался в типографии Архангельского губернского союза кооперативов. Хотя подписчиков на журнал было довольно много, затраты на его издание тиражом от 1 до 3 тысяч экземпляров себя не окупали. Издатель и редактор собирались с 1 апреля 1924 года возобновить издание с выпуском журнала один раз в два месяца, но это намерение они не смогли осуществить. После этого редакция и издательство журнала в полном составе начали сотрудничество с Организацией Уполномоченного по филателии и бонам.
В мае 1922 года во Владикавказе вышел в свет журнал коллекционеров-корреспондентов «Кавказский коллекционер». Его издал известный коллекционер-бонист Андрей Юрьевич Кобяков. Первый и, как оказалось, последний номер журнала содержал в себе лишь две статьи — о фальшивых марках Батума 1920 года и о тквибульских бонах 1919 года. Кроме того, был напечатан каталог марок Армении и Азербайджана, являвшийся выпиской из каталога «Ивер» за 1922 год. Были помещены сообщения о новинках марок Кавказа — советской Грузии, Армении и Азербайджана. В дальнейшем А. Ю. Кобяков переехал в Новочеркасск, где приступил к изданию другого журнала — «Русский коллекционер». Редактором этого журнала стал бухгалтер местной электростанции филателист Николай Николаевич Ламтёв (псевдоним Н. Донской). Первый номер вышел в июле 1922 года, всего же было издано шесть номеров, причём № 3, 4 и № 5, 6 — сдвоенные. В журнале помещались статьи по истории почтовых марок России, каталог марок РСФСР, новости, разные известия, рецензии, список подписчиков, объявления. Журнал прекратил существование в 1923 году. Постановлением Мосгубсуда редактор Н. Ламтёв был приговорён к одному году тюремного заключения по обвинению в фальсификации марок.
В сентябре 1922 года группой севастопольских коллекционеров начал издаваться журнал «Крымский коллекционер». Он пропагандировал ознакомление с крымскими выпусками марок и бон. Однако, как отмечалось в рецензии «Русского коллекционера», «содержания, за малым исключением, почти нет». Эта рецензия соответствовала действительности. В первом номере журнала много места заняла статья «Почта и почтовые марки Тибета», перепечатанная из журнала «Вокруг света» за 1912 год. В 1923 году одним из редакторов стал переехавший из Новочеркасска А. Ю. Кобяков, который поместил в журнале несколько своих статей по бонистике. Его участие в журнале помогло «Крымскому коллекционеру» продержаться до начала 1924 года. В 1924 году вышел последний сдвоенный номер (4—5) журнала «Крымский коллекционер». Одной из главных причин прекращения существования издания стал острый недостаток материальных средств.
В октябре 1922 года в Вятке вышел первый номер журнала «Приуральский коллекционер». Его издателем был А. П. Лебедев, а редактором — А. Г. Эберзин. Почти весь журнал заполняли статьи редактора о марках и бонах. Несколько последних страниц занимали рубрики «Разное» и «Вопросы и объявления». Поскольку подписчиков на сей журнал не было, а содержание его было весьма слабым, то данный номер оказался и последним. Однако, несмотря на полный неуспех «Приуральского коллекционера» и убытки, понесённые его издателем, А. Г. Эберзину удалось подбить братьев А. М. и Г. М. Лихачёвых на выпуск другого издания — «Еженедельника коллекционера». Предполагалось освещать в журнале все отрасли коллекционирования. Журнал должен был высылаться бесплатно всем читателям, за исключением стоимости бумаги, которую надо было высылать вперёд в размере одного писчего листа за номер. Это издание также прекратило своё существование на первом же номере.
В феврале 1928 года Южное объединённое отделение Советской филателистической ассоциации (СФА) в Харькове приступило к выпуску бюллетеня («Ежемесячный бюллетень Южного объединённого отделения Советской филателистической ассоциации»). Большую часть его занимали торговые сведения: цены, сообщения о льготных продажах, аукционах. Количество статей по коллекционированию было незначительным. Статьи по филателии написаны четырьмя авторами В. С. Федоровским, Е. Е. Стефановским, Л. Малкиным и А. Лихачёвым. Значительно больше места в издании отводилось бонистике и нумизматике. Редактором бюллетеня являлся А. Ю. Кобяков. Для увеличения интереса к изданию редакция помещала коллекционерские викторины и список подписчиков с указанием объектов коллекционирования. В 1928 году было опубликовано 12 номеров в виде девяти выпусков, из них три — сдвоенных; в 1929 году — шесть номеров, последний номер вышел в октябре.
С сентября 1922 до 1933 года в Москве издавался журнал «Советский филателист» (в течение ряда лет назывался «Советский коллекционер»).

#### Послевоенные
С июля 1966 года выходил ежемесячный журнал «Филателия СССР» (с апреля 1991 года стал называться «Филателия»); в 1963 году началась публикация ежегодника «Советский коллекционер» (в настоящее время «Коллекционер»).
В декабре 1990 года в Таллине вышел первый номер журнала «Эстонский коллекционер» (эст. «Eesti kollektsionäär»). По замыслу учредителей и редакции, это должен был быть ежеквартальный сборник, посвящённый эстонскому коллекционированию, в первую очередь классическим областям — филателии, филокартии, нумизматике и прикладному искусству.

### Современные
В период после 1991 года в России продолжали издаваться некоторые филателистические журналы советского времени и появились новые. Союз филателистов России имеет следующие печатные органы: бюллетень «Новости филателии», журнал «Филателия» и ежегодник «Коллекционер».